# Ada van Keulen
Aleida Mathilde (Ada) van Keulen (Aalsmeer, 13 januari 1920 - Laren (Noord-Holland), 25 januari 2010) was een Nederlandse die in de Tweede Wereldoorlog deelnam aan het verzet. 
Ada was akela bij een padvindersgroep in Hilversum, de Heideparkgroep. Omdat in april 1941 de padvinderij werd verboden, ging de groep in de illegaliteit en stelde zich aan het verzet beschikbaar als boodschappendienst. Ada was koerierster en werd op 13 juni 1944 in Amsterdam met 27 andere verzetsstrijders verraden en gearresteerd. Met haar werden onder andere Jo Hessels, Hendrik van Wilgenburg en Joukje Smits gevangengezet. Van de 28 opgepakte verzetsstrijders hebben slechts zeven de oorlog overleefd. 
Ada werd naar Kamp Vught overgebracht en in september 1944 op transport gesteld naar Ravensbrück. In oktober werd ze naar Dachau overgebracht, waar ze werd tewerkgesteld in het Agfacommando.
Op 30 april 1945 werd zij tijdens de evacuatiemars in Wolfratshausen door de Amerikanen bevrijd. Na de oorlog was Van Keulen onderwijzeres in Hilversum.
In 2020 figureerde het verzetsverhaal van Ada van Keulen in een aflevering van de NPO Radio 1-podcastserie Verstilde Verhalen.